# Malmyž
Malmyž è una cittadina della Russia europea nordorientale (Oblast' di Kirov), situata sul fiume Šošma nel punto in cui vi confluiscono i tre affluenti Zasora, Mokša e Krupnyj Lač, 294 km a sudest del capoluogo Kirov; è il capoluogo amministrativo del Malmyžskij rajon.

## Società

### Evoluzione demografica
Fonte: mojgorod.ru
- 1897: 3.500
- 1926: 4.400
- 1939: 6.500
- 1959: 9.100
- 1970: 11.200
- 1989: 10.700
- 2007: 9.000